# Goniopteroloba pallida
Goniopteroloba pallida là một loài bướm đêm trong họ Geometridae.